# Jan Olszewski
Jan Ferdynand Olszewski (ˈjan fɛrˈdɨnant ɔlˈʃɛfskʲi) (Varsavia, 20 agosto 1930 – Varsavia, 7 febbraio 2019) è stato un avvocato polacco, nonché figura politica nazionale. È principalmente conosciuto per essere stato il Primo ministro della Polonia dal 1991 al 1992.

## Biografia
Olszewski nacque a Varsavia, in una famiglia operaia con forti tradizioni socialiste (anch'egli infatti, nonostante abbia poi intrapreso una carriera nella destra, si considerò socialista all'inizio della propria vita politica). Molti membri della sua famiglia appartenevano al Partito Socialista Polacco.
Dal 1943 fu attivo in Szare Szeregi, l'Associazione clandestina di scout polacchi, durante la seconda guerra mondiale. Dopo la guerra, fu un sostenitore attivo nella campagna per il Partito Popolare Polacco di Stanisław Mikołajczyk (1946–1947).
Si diplomò alla scuola superiore nel 1949 e andò a studiare legge all'Università di Varsavia, dove si laureò nel 1953. In seguito divenne impiegato al Ministero della Giustizia e all'Accademia Polacca delle Scienze.
Nel 1956 divenne membro della squadra del settimanale Po prostu. In uno dei suoi articoli (11 marzo) chiese la riabilitazione dei membri dell'ex Armia Krajowa, perseguitati dalle autorità comuniste. Divenne presto uno dei più conosciuti critici del regime, il che gli causò l'interdizione dal giornalismo nel 1957 (fino al 1959).
Dal 1956 al 1962 fu membro del Klub Krzywego Koła, composto dalle élite intellettuali che criticavano il regime.
Negli anni sessanta Olszewski divenne difensore attivo nei processi politici (come in quello di Melchior Wańkowicz nel 1964, Jacek Kuroń e Karol Modzelewski nel 1965). La sua attività professionale fu vietata poi nel 1968; tornò al lavoro nel 1970, quando giunse al potere Edward Gierek.
Durante gli anni settanta continuò la propria attività legale e divenne uno dei principali capi dell'opposizione democratica, poi divenuta Solidarność.
Nel 1984 fu procuratore ausiliario al processo degli assassini del prete Jerzy Popiełuszko.
Olszewski partecipò all'Accordo della Tavola Rotonda, ma rifiutò di candidarsi al Sejm del Contratto e di entrare nel governo di Tadeusz Mazowiecki.
Entrò nell'Accordo di Centro nel 1990. Dopo le elezioni parlamentari del 1991, fu nominato Primo Ministro dal Presidente Lech Wałęsa.
Il suo governo durò solo poco più di sei mesi (23 dicembre 1991 - 5 giugno 1992); il sostegno parlamentare cadde dopo la rivelazione di alcuni collaboratori segreti di Służba Bezpieczeństwa; l'accuratezza di questa lista rimase molto discussa, anche dopo che molte persone furono dichiarate innocenti. Il governo di Olszewski fu accusato di avere utilizzato il fatto per interessi politici e di non aver voluto accertare l'accuratezza delle notizie. Alle successive elezioni parlamentari del 1993, Olszewski perse il proprio seggio da deputato al Sejm (dove sedeva dal 1991). tornò al Parlamento con le elezioni parlamentari del 1997 e a quelle del 2001 (quest'ultima volta insieme al partito di estrema destra Lega delle Famiglie Polacche).
Si candidò alle elezioni presidenziali del 1995, ottenendo il quarto posto (dopo Aleksander Kwaśniewski, Lech Wałęsa e Jacek Kuroń) con 1.225.453 voti (6,86%), il che fu considerato un grande successo.
Nel 1995 fondò il Movimento per la Ricostruzione della Polonia (Ruch Odbudowy Polski).
È stato per molto tempo alleato politico di Jarosław Kaczyński ed è stato forte sostenitore dell'ex Presidente Lech Kaczyński, sostenendo la politica del partito da loro fondato, Diritto e Giustizia.
Olszewski è stato consigliere politico del Presidente Kaczyński dal 10 aprile 2006 fino alla morte di quest'ultimo nel 2010. È anche stato Vice Presidente del Tribunale di Stato della Repubblica di Polonia in due occasioni (1989-1991 e 2005-2006).